# 熊国宝 (马来西亚)
熊国宝（昵称一毛哥）马来西亚华人、马华公会青年团党员，因在2018年马来西亚大选时对于一个马来西亚发展有限公司丑闻（1MDB）的观点引起热议而广为人知。

## 政治生涯
熊国宝是马华公会青年团党员。他曾在2018年马来西亚大选时针对一个马来西亚发展有限公司丑闻（1MDB）课题发表演讲，他说，即使时任马来西亚首相纳吉·阿都拉萨私吞一马公司26亿令吉的传闻属实，亦不影响民众户头里的一分一毫，引来网民议论。

## 高谈1MDB丑闻

### 事件经过
2018年4月，社交媒体流传出一则视频显示，马青党员熊国宝在一场演讲时说：“不要以为马华、马青仔（党员）不敢谈论1MDB课题，（外面传说）26亿进了首相纳吉的户头，并讲纳吉吃了人民的26亿。”他更接著质问：“（但是）拿了26亿这件事情，你的户头有少一毛钱吗？你公司户口有少10令吉吗？”

### 网民观点
不少网民忿忿不平地表示不认同熊国宝的言论，并认为他的解释只是将一马公司丑闻“越描越黑”；有网民也批评熊国宝的学历与背景，更吐槽形容道：“他是该党（马华）的‘猪队友’”。
网民Vanness Chew无奈地表示：“（我的）银行户口是没少一毛钱，只是越来越没钱用，什么东西都起价。”此言论获得不少网民的赞同，并纷纷表示“能用的钱越来越少”、“户口没少钱，但每天都在给GST（消费税）”。
另外，也有网民William Teen则表示：“口才不好没关系，可是说话一定要有逻辑，慢慢讲没关系……”不少网民也不解该男子为何如此激动，并留言说：“上台演讲前，要先做功课！”
有网民也认为，“他太理直气壮了”，其中网民Sookhua Ng则认为“清者自清，浊者自浊。时间会印证他是清者或是浊者”，有网民则继续回应表示：“替他党感到悲哀，为了反驳1MDB事件，这样的辩解也说出来了，容易引起误会！”

### 艺人分享
此视频引起广大网民的不满，并在社交媒体的各个群组与粉丝专页流传开来。艺人李欣怡更是重新剪接加入字幕，分享在其面子书专页，并以“小明”为主角，分享了一则小故事；民主行动党前党员丘光耀在其脸书专页上转发了行动党党报《火箭报》后制的影片，这个版本除了有字幕，还在影片末端写道，“马华：你当然不知道什么是人民的钱，因为你都把它们当自己的钱”。

### 当事人回应
在该视频引起网民热议后，八度空间华语新闻报导当事人熊国宝在4月29日凌晨于个人面子书上以直播视频回应此事，并证实遭疯传的视频中人物是他，同时也向行动党前党员丘光耀下战帖，以辩论1MDB的事宜。